# Фристайл на зимней Универсиаде 2015
Соревнования по фристайлу в рамках зимней Универсиады 2015 года прошли с 5 по 14 февраля 2015 года в испанской Гранаде. Разыграно 8 комплектов наград.

## Результаты

### Мужчины
| Дисциплина                   | Золото                     | Серебро                           | Бронза                  |
| ---------------------------- | -------------------------- | --------------------------------- | ----------------------- |
| Могул Финишный протокол      | Павел Колмаков · Казахстан | Дмитрий Рейхерд · Казахстан       | Сергей Шимбуев · Россия |
| Слоупстайл Финишный протокол | Фабиан Брайтч · Австрия    | Броби Лидс · США                  | Коди Поттер · США       |
| Хафпайп Финишный протокол    | Джон Леонард · США         | Ким Кван Дзинь · Республика Корея | Павел Чупа · Россия     |
| Ски-кросс Финишный протокол  | Бернхард Граф · Австрия    | Тимоти Хензи · Швейцария          | Игорь Омелин · Россия   |

### Женщины
| Дисциплина                   | Золото                            | Серебро                      | Бронза                        |
| ---------------------------- | --------------------------------- | ---------------------------- | ----------------------------- |
| Могул Финишный протокол      | Юлия Галышева · Казахстан         | Марика Пертахия · Россия     | Со Джи Вон · Республика Корея |
| Слоупстайл Финишный протокол | Брук Поттер · США                 | Зузана Стромкова · Словакия  | Стефани Мёсслер · Австрия     |
| Хафпайп Финишный протокол    | Марина Трипье-Мондансин · Франция | Елизавета Чеснокова · Россия | Юлия Зайферт · Германия       |
| Ски-кросс Финишный протокол  | Николь Куцерова · Чехия           | Лидия Пентухова · Россия     | Таня Примак · США             |

## Медальный зачёт во фристайле
| Место | Страна           |   |   |   | Всего |
| ----- | ---------------- | - | - | - | ----- |
| 1     | США              | 2 | 1 | 2 | 5     |
| 2     | Казахстан        | 2 | 1 | 0 | 3     |
| 3     | Австрия          | 2 | 0 | 1 | 2     |
| 4     | Франция          | 1 | 0 | 0 | 1     |
| 4     | Чехия            | 1 | 0 | 0 | 1     |
| 6     | Россия           | 0 | 3 | 3 | 6     |
| 7     | Республика Корея | 0 | 1 | 1 | 2     |
| 8     | Словакия         | 0 | 1 | 0 | 1     |
| 8     | Швейцария        | 0 | 1 | 0 | 1     |
| 10    | Германия         | 0 | 0 | 1 | 1     |